# 尹多英
尹多英（韓語：윤다영，1992年1月14日—），韓國女演員。

## 簡歷
尹多英在參加高中舞蹈社團活動時，感受到了舞臺的魅力，因此決定在未來專攻戲劇電影。雖然其家裏強烈反對，但無法打消她的熱情，最終她考上戲劇電影系。之後，她活躍於話劇舞台上，其後在教授推薦下參加了試鏡，2014年以電影《熱血沸騰的青春》的配角出道。
2016年，她在兩次試鏡後，首度參演電視劇《孤單又燦爛的神－鬼怪》，在當中飾演配角女陰間使者一角獲關注。翌年，她出演晨間劇《花開了，達順啊》的第二女主角，是她首度擔任主角。之後，她參演了多部電視劇的配角角色。

## 演出作品

### 電視劇
- 2016年：OCN《鄰家英雄》飾演 尹主任
- 2016年：tvN《孤單又燦爛的神－鬼怪》飾演 金差使
- 2017年：MBC《守望者》飾演 金景美
- 2017年：KBS《花開了，達順啊》飾演 韓洪珠／高正玉
- 2018年：MBN《Rich Man》飾演 朴美昭
- 2020年：KBS《秘密的男人》飾演 朴娜英（特別出演）
- 2021年：KBS《國家代表妻子》飾演 徐寶莉
- 2023年：KBS《是金 是玉》飾演 玉未來

### 電影
- 2014年：《熱血沸騰的青春》飾演 壞學生2
- 2016年：《抓住才能活下去》飾演 女秘書
- 2016年：《仁川登陸戰》飾演 桂銀淑

## 外部連結
- 尹多英的Instagram帳戶
- NAVER人物搜索頁面 （页面存档备份，存于）